# Cappi (cognome)
Cappi è un cognome di lingua italiana.

## Varianti
Cappia, Cappieri, Cappini, Cappino, Cappio.

## Origine e diffusione
Il cognome è tipicamente centro-settentrionale.
Potrebbe derivare dal lavoro di manufattura di cappi, dal latino capere, "prendere". Non si escludono diverse derivazioni.

## Persone
- Alberto Cappi – poeta italiano
- Andrea Carlo Cappi – scrittore e traduttore italiano
- Giuseppe Cappi – politico e magistrato italiano